# Gargamella
Gargamella es un género de moluscos nudibranquios de la familia Discodorididae.

## Diversidad
El género Gargamella  incluye un total de 4 especies descritas: include
- Gargamella bovina Garavoy, Valdes & Gosliner, 1999
- Gargamella gravastella Garavoy, Valdes & Gosliner, 1999
- Gargamella immaculata Bergh, 1894
- Gargamella wareni Valdes & Gosliner, 2001

Especies cuyo nombre ha dejado de ser aceptado por sinonimia:
Gargamella latior: aceptado como Gargamella immaculata
Gargamella novozealandica: aceptado como Jorunna pantherina